# Зайцево (Правдинский район)
Зайцево — посёлок в Правдинском районе Калининградской области. Входит в состав Домновского сельского поселения.

## Население
| 2002 | 2010 |
| ---- | ---- |
| 244  | ↘208 |